# (464618) 2016 CO241
(464618) CO241 es un asteroide perteneciente al cinturón de asteroides, descubierto el 6 de noviembre de 2005 por el equipo Spacewatch desde el Observatorio Nacional de Kitt Peak (Arizona, Estados Unidos).